# Пелемень
Пелемень — деревня в Кадуйском районе Вологодской области.
Входит в состав Никольского сельского поселения, с точки зрения административно-территориального деления — в Никольский сельсовет.
Расстояние по автодороге до районного центра Кадуя — 28,5 км, до центра муниципального образования села Никольское — 4,5 км. Ближайшие населённые пункты — Анненская, Пречистое, Томаша, Чурово.
По переписи 2002 года население — 1 человек.